# Robert Kostro
Robert Kostro (ur. 12 stycznia 1967 w Warszawie) – polski historyk, dziennikarz, publicysta i polityk. W latach 2006–2024 dyrektor Muzeum Historii Polski.

## Życiorys
Od 1985 studiował w Instytucie Historycznym Uniwersytetu Warszawskiego, studia ukończył w 1996.
W latach 80. był uczestnikiem opozycyjnego Ruchu Młodej Polski. W 1988 wraz z Rafałem Matyją i Pawłem Milcarkiem współtworzył na UW stowarzyszenie konserwatywne Liga Akademicka. W latach 1991–1994 był redaktorem i publicystą pism „Polityka Polska”, „Debata” i „Tele Magazyn”. W latach 1994–1997 kierował Fundacją Grupy Windsor. W latach 1995–1997 założyciel i szef wydawnictwa „Ararat”. Działał w Koalicji Konserwatywnej, której przewodniczył Kazimierz Michał Ujazdowski. Wspólnie z Ujazdowskim redagował „Kwartalnik Konserwatywny”.
W 1997 został mianowany dyrektorem Departamentu Spraw Zagranicznych Kancelarii Prezesa Rady Ministrów. Po objęciu przez Kazimierza M. Ujazdowskiego urzędu Ministra Kultury i Dziedzictwa Narodowego został mianowany szefem jego Gabinetu Politycznego. Był również komisarzem generalnym festiwalu Europalia 2001 Polska. W 2001 został wicedyrektorem Instytutu Adama Mickiewicza. Rok później został odwołany przez ministra kultury Andrzeja Celińskiego.
W późniejszych latach wykładał historię w Wyższej Szkole Handlu i Prawa im. Ryszarda Łazarskiego w Warszawie. Doradzał w sprawach polityki zagranicznej i kulturalnej Grupie Unii na Rzecz Europy Narodów (UEN) w Parlamencie Europejskim, w skład której weszli europosłowie Prawa i Sprawiedliwości. W wyborach samorządowych w 2002 bez powodzenia ubiegał się o mandat radnego Rady m.st. Warszawy z listy tej partii.
W 2006 został powołany na stanowisko dyrektora nowo tworzonego Muzeum Historii Polski, a w 2024 został odwołany z pełnienia tej funkcji. 
22 grudnia 2015 zasiadł w Radzie Ochrony Pamięci Walk i Męczeństwa. W 2020 został wybrany przewodniczącym Rady Doradczej Europejskiej Sieci Pamięć i Solidarność.
Jest autorem i redaktorem wielu artykułów i publikacji, m.in. zbioru esejów nt. polityki historycznej (wspólnie z Tomaszem Mertą) Pamięć i odpowiedzialność wydanego przez Ośrodek Myśli Politycznej (Kraków 2005).
Publikował również m.in. w „Rzeczpospolitej”, „Życiu”, „Nowym Państwie”, „Tygodniku Powszechnym” i „Znaku”.

## Życie prywatne
Jest żonaty, ma dwie córki: Julię i Zuzannę.

## Nagrody i wyróżnienia
- Krzyż Oficerski Orderu Odrodzenia Polski (2024)[17][18]